# مارشال ماكلوهان
مارشال ماكلوهان (21 يوليو 1911 – 31 ديسمبر 1980) أستاذ وفيلسوف وكاتب كندي أحدثت نظرياته في وسائل الاتصال الجماهيري جدلاً كبيرًا، فهو يرى أن أجهزة الاتصال الإلكترونية ـ خاصة التلفاز ـ تُسيطر على حياة الشعوب وتؤثر على أفكارها ومؤسساتها.

## نبذة عنه
زعم ماكلوهان أن كل حقبة زمنية كبرى في التاريخ تستمد شخصيتها المميزة من الوسيلة الإعلامية المتاحة آنذاك على نطاق واسع. فهو مثلاً، يُطلق على الفترة من القرن الثامن عشر إلى العشرين عصر الطباعة، ففي ذلك الوقت كانت الطباعة الوسيلة الرئيسية لنقل المعرفة بين الناس. وأعلن ماكلوهان أن الطباعة شجعت على الفردية والنزعات القومية، والديمقراطية، والنزوع إلى الخصوصية، والتخصص في العمل، والتمييز بين العمل ووقت الفراغ.
ووفقًا لرأي ماكلوهان فإن عصر الإلكترونيات قد حلّ محل عصر الطباعة. فالوسائل الإلكترونية تجعل الاتصال سريعًا، لدرجة أن الشعوب ـ على اختلاف مواقعها في العالم ـ تنصهر في بوتقة واحدة، وتشارك بشكل عميق في حياة الآخرين. والنتيجة كما يرى أن الوسائل الإلكترونية تقضي على الفردية والقومية، ونمو مجتمع عالمي جديد.

## مؤلفاته
قام ماكلوهان بتحليل التأثيرات التي تُحدِثها وسائل الإعلام في الناس والمجتمع من خلال مؤلفاته مثل العروس الميكانيكية (1951)، مجرَّة جوتنبرج (1962)، فهم وسائل الاتصال (1964)، الإعلام هو الرسالة (1967)، الحرب والسلام في القرية العالمية (1968).

## روابط خارجية
- مارشال ماكلوهان على موقع IMDb (الإنجليزية)
- مارشال ماكلوهان على موقع الموسوعة البريطانية (الإنجليزية)
- مارشال ماكلوهان على موقع ميوزك برينز (الإنجليزية)
- مارشال ماكلوهان على موقع إن إن دي بي (الإنجليزية)
- مارشال ماكلوهان على موقع ديسكوغز (الإنجليزية)
- مارشال ماكلوهان على موقع قاعدة بيانات الفيلم (الإنجليزية)